# Saint-Germain-des-Fossés
Saint-Germain-des-Fossés település Franciaországban, Allier megyében. Lakosainak száma 3600 fő (2022. január 1.). Saint-Germain-des-Fossés Billy, Creuzier-le-Neuf, Creuzier-le-Vieux, Marcenat, Saint-Rémy-en-Rollat és Seuillet községekkel határos.

## Népesség
A település népessége az elmúlt években az alábbi módon változott:
| Lakosok száma | 3529 | 3609 | 3727 | 3676 | 3691 | 3739 | 3656 | 3654 | 3653 | 3600 |
|               | 1968 | 1982 | 1990 | 2006 | 2013 | 2015 | 2017 | 2019 | 2020 | 2022 |